# فرونتير دفلوبمنتس
فرونتير دفلوبمنتس (بالإنجليزية: Frontier Developments)‏ هي شركة تطوير ألعاب فيديو، وشركة عمومية محدودة بريطانية، تأسست في 1994، يقع مقرها في كامبريدج.

## وصلات خارجية
- الموقع الرسمي